# Heterocerus subtilis
Heterocerus subtilis är en skalbaggsart som beskrevs av Miller 1988. Heterocerus subtilis ingår i släktet Heterocerus och familjen strandgrävbaggar. Inga underarter finns listade i Catalogue of Life.